# Expansiv politik
Expansiv politik är en ekonomisk-politisk metod för att komma ur lågkonjunkturer. När man för en expansiv politik underbalanseras statsbudgeten vilket innebär att större delen av statens budget finansieras av lån från utlandet istället för skatter. Detta minskar trycket på befolkningen vilket i teorin leder till att de konsumerar mer och lågkonjunkturen vänder. 
Expansiv politik syftar på att man expanderar infrasystem etc. För att komma ur långkonjunkturer rustas vägar, järnvägsstationer och allmänna platser upp, detta är för att skapa fler offentliga jobb. När arbetslösheten minskar och folk konsumerar mer vänder konjunkturen.